# Asperger's Are Us
Asperger's Are Us est la première troupe de comédiens uniquement formée par des personnes avec le syndrome d'Asperger,.

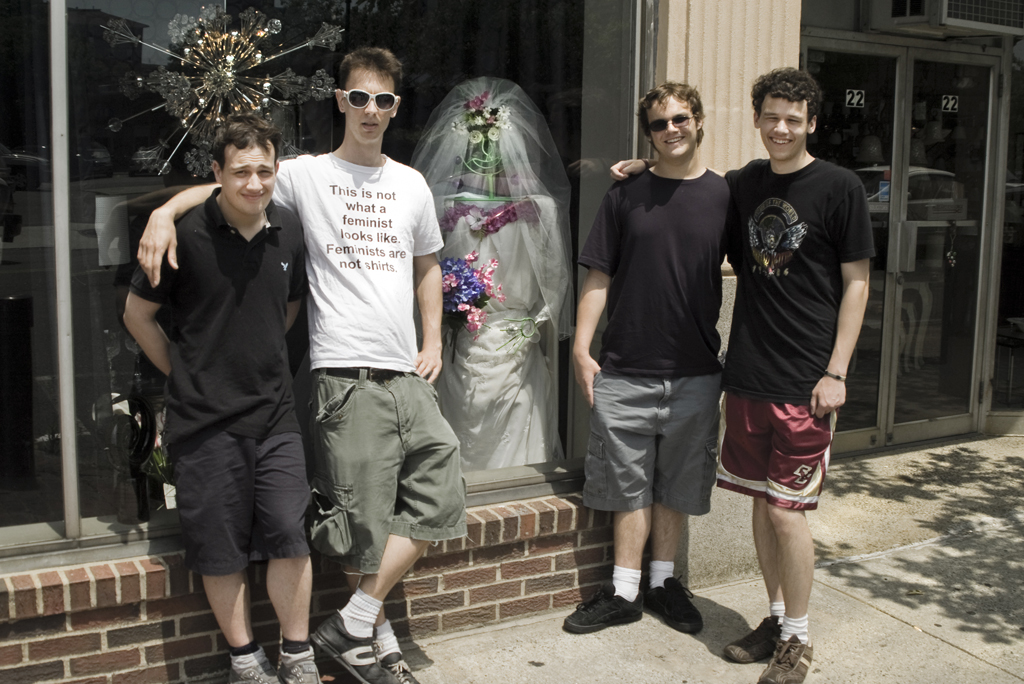
Photographie montrant cette troupe de comédiens (cliché pris aux États - Unis)

## Biographie
Asperger’s Are Us s'est formé sur la rive Nord du Massachusetts pendant l'été 2010, après que Michael Ingemi, Jack Hanke, et Ethan Finlan soient diplômés d'un camp d'été où Noé Britton était leur conseiller.
Ils ont réalisé des comédies originales qui ont été présentées dans 10 pays, et ont été interviewés à plusieurs reprises par la presse américaine locale et nationale,.
Ils ont précisé qu'ils avaient « plutôt (le public) apprécié les comédiens comme des gens qui ont réussi à surmonter l'adversité ».